# Antonín Jaroslav Liehm
Antonín Jaroslav Liehm [ˈliːm] (2. března 1924 Praha – 4. prosince 2020 Praha) byl český filmový a literární kritik, publicista, československý komunistický a reformní politik. Proslavil se především jako zakladatel mezinárodní kulturní revue Lettre internationale, kterou vydával v letech 1984 až 1988 v exilu v Paříži.

## Život
A. J. Liehm se narodil v Praze do rodiny advokáta. V Praze vystudoval gymnázium a v roce 1949 absolvoval Vysokou školu politickou a sociální.
Mezitím v roce 1946 založil s E. F. Burianem týdeník Kulturní politika. V roce 1949 bylo vydávání týdeníku z politických důvodů zastaveno a Liehm začal pracovat  v tiskovém oboru  Ministerstva zahraničních věcí, kam byl povolán později popraveným  Vlado Clementisem. Na podzim roku 1950 byl z ministerstva propuštěn a  odvelen do základní vojenské služby. Komunistickým režimem mu    byla znemožněna  publikační a překladatelská činnost a tím i  možnost nějakého výdělku. V  důsledku čistek na Ministerstvu zahraničních věcí, které vyvrcholily popravou ministra Clementise, mu  hrozilo uvěznění. Ke konci své dvouroční vojenské služby se uchytil v  redakci  Naše vojsko. Po propuštění z vojenské služby pracoval  3 roky v zahraniční redakci ČTK. V roce 1956 byl rehabilitován  a nastoupil jako zástupce vedoucího tiskového odboru znovu na ministerstvo zahraničních věcí. V roce 1960 byl z ministerstva opět propuštěn, tentokrát pro svůj "buržoazní původ"  a začal pracovat jako redaktor v Literárních novinách, do kterých přispíval již od jejich  založení ´v roce 1952.  Zde také v době procesu s Rudolfem Slánským a tzv. protistátním spikleneckým centrem, v němž padlo jedenáct rozsudků smrti, uveřejnil několik problematických článků, v kerých  procesy obhajoval. a kterými předešel svému zatčení. Roku 1954 se stal pod  tlakem a hrozbou trestního stíhání  tzv. "spolupracovníkem" Státní bezpečnosti., ačkoliv prokazatelně nikdy se Státní bezpečností nespolupracoval a  jeho svazek byl  uložen v  roce  1957. Zdroj: Svazky bezpečnostních složek,  "ebatatelna.cz" . Byl naopak tzv. "pozorovanou  osobou" a již od  roku 1947  podezříván z nepřátelské činnosti a spolupráce s  francouzskou výzvědnou službou "Sureté nationale"  a později ze  spolupráce  s CIA a s izraelskou výzvědnou službou  "Mosad".
Od roku 1961 se podílel na vedení Literárních novin. Od podzimu 1968 do léta 1969 byl zástupcem Čs. státního filmu v Paříži, kam po invazi do Československa trvale odešel do exilu a začal vyučovat na řadě univerzit v Paříži, New Yorku, Filadelfii a Londýně.
V Paříži začal v roce 1984 vydávat časopis Lettre internationale, který byl publikován i v řadě cizojazyčných mutací, od roku 1990 mimo jiné i v češtině. Věnoval se i překladatelské činnosti. Do češtiny přeložil řadu románů od francouzského spisovatele Louise Aragona, konkrétně Aurelián, Basilejské zvony, Cestující z Imperialu a výbor z literárněkritických a teoretických statí Básník a skutečnost, jehož byl Aragon rovněž autorem. Do češtiny přeložil také sborník Dramata od Roberta Merleho či díla Jeana-Paula Sartra. V rámci vlastní literární tvorby vydal například knihu Generace, která je sborníkem rozhovorů s nejvýznamnějšími osobnostmi kulturního života let 1966–1968 (vydáno 1969), nebo Příběhy Miloše Formana (1976, 1993).
Po sametové revoluci byl členem redakční rady týdeníku Česko-slovenské Mosty a předsedou redakční rady Listů. 
V roce 2013 se z Paříže přestěhoval zpět do Prahy. Zde zemřel 4. prosince 2020 ve věku 96 let.

## Ocenění
Za Názory tak řečeného Dalimila dostal v roce 2015 Cenu Toma Stopparda. Dne 28. října 2015 ho prezident Miloš Zeman vyznamenal medailí Za zásluhy.

## Názory
V roce 1999 byl autorem jednoho z příspěvků v sborníku Nové čtení světa: Feminismus devadesátých let českýma očima. Autoři a autorky se v něm vyjadřovali k tématu postavení žen v české společnosti a také popisují své chápání feminismu a svůj vztah k němu. A. J. Liehm ve svém příspěvku zdůrazňuje, že je zastáncem rovnosti mužů a žen. Své feministické uvědomění přisuzuje četbě knihy Druhé pohlaví od Simone de Beauvoir v poměrně mladém věku. Dále vyjadřuje souhlas s francouzskou filozofkou Elisabeth Badinter a její kritikou mužské nadřazenosti.

## Dílo
- Názory tak řečeného Dalimila (Dokořán 2014)
- Rozhovor (Praha 1966 a 1968)
- Generace (Praha 1969)
- Ostře sledované filmy (New York, Praha 2001)
- Pražské ideje (Bari)
- Příběhy Miloše Formana (’68 Publishers 1976, Mladá fronta 1993)
- Socialismus s lidskou tváří (francouzsky)
- Minulost v přítomnosti (Host 2002)
- Psáno na zeď (anglicky)